# Скади (спутник)
Скади (англ. Skathi) — двадцать седьмой по отдалённости от планеты спутник Сатурна. Открыт 23 сентября 2000 года астрономами Бреттом Глэдманом, Джоном Кавелаарсом и другими.
Назван в честь Скади, великанши из скандинавской мифологии, покровительствовавшей охоте.